# Paralelo 28 sur
El Paralelo 28 S es el paralelo que está 28° grados al sur del plano ecuatorial terrestre.

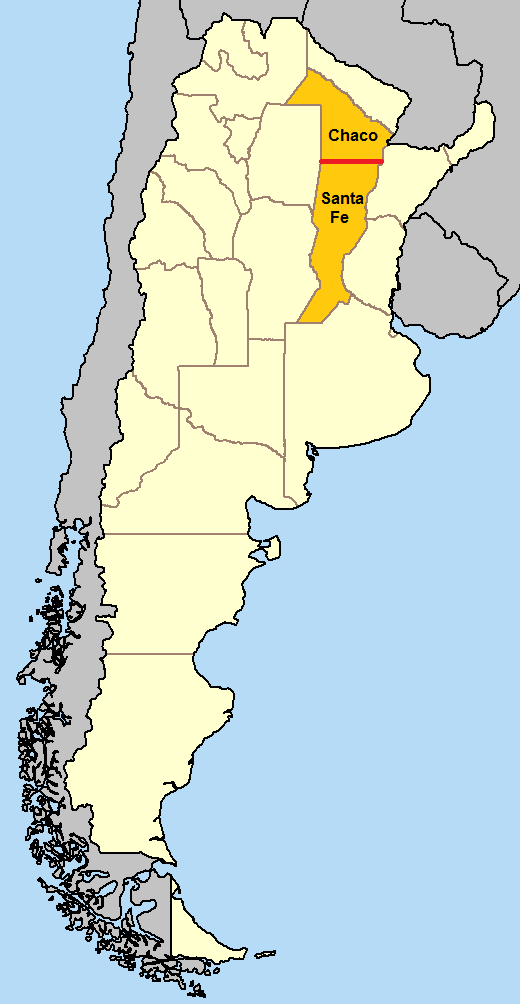
En Argentina, el paralelo 28 sur define el límite entre las provincias de Santa Fe y Chaco.

Comenzando por el meridiano de Greenwich y tomando la dirección este, el paralelo 28° Sur pasa por:
| País, territorio o mar | Notas |
| ---------------------- | --- |
| Océano Atlántico       | |
| Namibia                | Región de Karas |
| Sudáfrica              | Provincias Septentrional del Cabo, Del Noroeste, Estado Libre, KwaZulu-Natal                                                                                |
| Océano Índico          | |
| Australia              | Australia Occidental Australia Meridional Queensland |
| Océano Pacífico        | |
| Chile                  | Región de Atacama |
| Argentina              | Provincias de La Rioja, Catamarca, Santiago del Estero, Corrientes, Misiones, Chaco y Santa Fe; siendo límite divisorio entre estas dos últimas provincias. |
| Brasil                 | Estados de Río Grande del Sur y Santa Catarina |
| Océano Atlántico       | |